# Arrondissement de Saint-Nazaire
L'arrondissement de Saint-Nazaire est une division administrative française, située dans le département de la Loire-Atlantique et la région Pays de la Loire.

## Histoire
Lors de la création des arrondissements en 1800, la partie du territoire actuel située au nord de l'estuaire de la Loire constitua celui de Savenay.
En 1868, son chef-lieu fut transféré à Saint-Nazaire, ville industrielle qui était alors en pleine expansion.
En 1926, la suppression de l'arrondissement de Paimbœuf (qui était jusqu'ici circonscrit au sud de l'estuaire) au profit de celui de Saint-Nazaire, donna à ce dernier sa physionomie actuelle.

## Composition

### Découpage communal depuis 2015
Depuis 2015, le nombre de communes des arrondissements varie chaque année soit du fait du redécoupage cantonal de 2014 qui a conduit à l'ajustement de périmètres de certains arrondissements, soit à la suite de la création de communes nouvelles. Le nombre de communes de l'arrondissement de Saint-Nazaire est ainsi de 57 en 2015, 55 en 2016 et 55 en 2017.
Au 1er janvier 2024, l'arrondissement groupe les 55 communes suivantes :
1. Assérac
2. Batz-sur-Mer
3. La Baule-Escoublac
4. La Bernerie-en-Retz
5. Besné
6. Bouée
7. Campbon
8. La Chapelle-des-Marais
9. La Chapelle-Launay
10. Chaumes-en-Retz
11. Chauvé
12. Corsept
13. Le Croisic
14. Crossac
15. Donges
16. Drefféac
17. Frossay
18. Guenrouet
19. Guérande
20. Herbignac
21. Lavau-sur-Loire
22. Malville
23. Mesquer
24. Missillac
25. Montoir-de-Bretagne
26. Les Moutiers-en-Retz
27. Paimbœuf
28. Piriac-sur-Mer
29. La Plaine-sur-Mer
30. Pontchâteau
31. Pornic
32. Pornichet
33. Le Pouliguen
34. Préfailles
35. Prinquiau
36. Quilly
37. Saint-André-des-Eaux
38. Sainte-Anne-sur-Brivet
39. Saint-Brevin-les-Pins
40. Saint-Gildas-des-Bois
41. Saint-Hilaire-de-Chaléons
42. Saint-Joachim
43. Saint-Lyphard
44. Saint-Malo-de-Guersac
45. Saint-Michel-Chef-Chef
46. Saint-Molf
47. Saint-Nazaire
48. Saint-Père-en-Retz
49. Sainte-Reine-de-Bretagne
50. Saint-Viaud
51. Savenay
52. Sévérac
53. Trignac
54. La Turballe
55. Villeneuve-en-Retz

## Sous-préfets
| Période           | Période          | Identité                      | Fonction précédente                                                        | Observation                                                                   |
| ----------------- | ---------------- | ----------------------------- | -------------------------------------------------------------------------- | ----------------------------------------------------------------------------- |
|                   |                  |                               |                                                                            |                                                                               |
| 11 avril 1871     | 25 mai 1873      | Auguste Assiot                | Sous-préfet de Castres                                                     | Nommé préfet du Gers                                                          |
| 28 mai 1873       | 19 décembre 1873 | Jean-Baptiste Nouvion         | Sous-préfet de Philippeville en Algérie française                          | Nommé préfet d'Oran                                                           |
|                   |                  |                               |                                                                            |                                                                               |
| 24 mai 1876       | 21 février 1877  | Louis Fontaine                | Sous-préfet de Saint-Claude                                                | Nommé sous-préfet de Cherbourg                                                |
| 21 février 1877   | 16 mars 1877     | Charles Thomson               | Sous-préfet de Vendôme                                                     | Révoqué. Nommé Préfet de la Drôme                                             |
| 1877              |                  | Jacques Hervé de Kerohant     |                                                                            |                                                                               |
| 17 novembre 1880  | 30 mars 1881     | Emmanuel Bès de Berc          | Sous-préfet de Saint-Malo                                                  | Nommé secrétaire général de Meurthe-et-Moselle                                |
| 30 mars 1881      | 4 avril 1883     | Paul Fournier                 | Secrétaire général du Doubs                                                | Nommé sous-préfet de Béziers                                                  |
| 4 avril 1883      | 25 avril 1885    | Alpinien Pabot-Chatelard      | Sous-préfet de Nontron                                                     | Nommé sous-préfet du Havre                                                    |
| 25 avril 1885     | 23 avril 1886    | Louis Richard                 | Secrétaire général de la préfecture de la Dordogne                         | Démissionne                                                                   |
| 23 avril 1886     | 31 juillet 1894  | Jean Planacassagne            | Sous-préfet de Soissons                                                    | Nommé préfet de la Lozère                                                     |
| 31 juillet 1894   | 28 février 1896  | Albert Pizot                  | Sous-préfet de Lunéville                                                   | Remplacé                                                                      |
| 28 février 1896   | 23 mai 1896      | Marie-Léonce Labiche          | Sous-préfet de Cognac                                                      | Nommé sous-préfet de Saintes                                                  |
| 23 mai 1896       |                  | Marie-Pierre Eyquem           | Sous-préfet de Saintes                                                     | Mort en fonction                                                              |
| 13 septembre 1897 | 23 juillet 1898  | Charles Huard                 | Sous-préfet de Dinan                                                       | Nommé sous-préfet de Reims                                                    |
| 23 juillet 1898   | 9 septembre 1902 | Edmond Bernardin              | Sous-préfet de Reims                                                       | Remplacé et préfet honoraire                                                  |
| 9 septembre 1902  | 8 décembre 1906  | Pierre Beauvais               | Secrétaire général de Maine-et-Loire                                       | Nommé préfet de l'Allier                                                      |
| 8 décembre 1906   | 8 décembre 1906  | Paul Maze                     |                                                                            | Non installé. Mis en disponibilité sur sa demande                             |
| 8 décembre 1906   | 10 juin 1909     | Adrien Martineau              | Sous-préfet de Domfront                                                    | Nommé secrétaire général de la préfecture de la Loire-Inférieure              |
| 10 juin 1909      | 4 décembre 1914  | Camille Blet                  | Sous-préfet de Falaise                                                     | Nommé préfet des Hautes-Pyrénées                                              |
| 4 décembre 1914   | 24 avril 1915    | Michel Virenque               | Sous-préfet de Lure                                                        | Mobilisé pour la guerre et mort pour la France                                |
|                   |                  |                               |                                                                            |                                                                               |
| 11 janvier 1918   | 5 février 1926   | François Graux                | Chef adjoint de cabinet du S.S.E. Paul Jacquier                            | Nommé préfet de l'Ariège                                                      |
| 9 février 1926    | 21 juin 1930     | Jean Bütterlin                | Sous-préfet de Coutances                                                   | Nommé sous-préfet de Douai                                                    |
| 21 juin 1930      | 25 février 1931  | Léon Moine                    | Sous-préfet de Corbeil                                                     | Nommé secrétaire général de la préfecture d'Ille-et-Vilaine                   |
| 25 février 1931   | 20 décembre 1932 | Désiré Jouany                 | Secrétaire général d'Ille-et-Vilaine                                       | Nommé chef de cabinet de Guy La Chambre                                       |
|                   |                  |                               |                                                                            |                                                                               |
| 14 avril 1933     | 8 janvier 1941   | Pierre Barthère               | Sous-préfet de Thonon                                                      | Relevé de ses fonctions par le régime de Vichy                                |
| 8 janvier 1941    | 18 décembre 1941 | Michel Douay                  | Sous-préfet de Douai                                                       | Nommé secrétaire général de la préfecture de police                           |
| 18 décembre 1941  | 18 juillet 1944  | Bernard Lecornu               | Sous-préfet de Châteaubriant                                               | Nommé préfet de la Corrèze                                                    |
|                   |                  |                               |                                                                            |                                                                               |
| 26 mai 1945       | 2 mai 1946       | Georges Dupoizat de Villemont | Chargé de l'intérim de la sous-préfecture de Gex                           | Nommé sous-préfet de Montbrison                                               |
| 16 mai 1946       | 2 mai 1949       | Henri Gervais                 | Directeur de cabinet du commissaire de la République de la région d'Angers | Nommé préfet de l'Orne en 1951                                                |
| 2 mai 1949        | 13 octobre 1951  | Francis Coiffard              | Sous-préfet de Vichy                                                       | Nommé chargé de mission du ministre de la marine marchande André Morice       |
| 13 octobre 1951   | 28 février 1958  | Georges Gerbod                | Secrétaire général de la Loire                                             |                                                                               |
|                   |                  |                               |                                                                            |                                                                               |
| 5 septembre 1967  | 5 décembre 1969  | Bernard Couzier               | Secrétaire général des Alpes-Maritimes                                     | Nommé préfet du Tarn                                                          |
| 26 décembre 1969  | 31 décembre 1971 | Jean Perier                   | Secrétaire général d'Indre-et-Loire                                        | Nommé préfet de l'Yonne                                                       |
| 3 février 1972    | 25 mars 1976     | Hubert Husson                 |                                                                            | Nommé préfet de l'Aude                                                        |
| 14 mai 1976       | 13 décembre 1978 | Jean Anciaux                  | Secrétaire général du Haut-Rhin                                            | Nommé préfet des Landes                                                       |
|                   |                  |                               |                                                                            |                                                                               |
|                   | 4 décembre 1991  | Philippe Boisadam             |                                                                            | Nommé secrétaire général de la préfecture du Rhône                            |
| 4 décembre 1991   | 28 août 1997     | Héric Guerin du Grandlaunay   | Secrétaire général de la préfecture d'Indre-et-Loire                       | Promu préfet, chargé d'une mission de service public relevant du Gouvernement |
| 14 octobre 1997   | 27 juin 2003     | Jean-Luc Videlaine            | Administrateur civil                                                       | Nommé préfet de la Haute-Corse                                                |
| 28 août 2003      | 31 janvier 2006  | Jean-Marc Falcone             | Commissaire divisionnaire de la police nationale                           | Redevient commissaire                                                         |
| 31 janvier 2006   | 10 décembre 2009 | Louis-Michel Bonte            | Secrétaire général de la préfecture de la Seine-Saint-Denis                | Nommé sous-préfet de Senlis                                                   |
| 14 décembre 2009  | 20 avril 2012    | Jean-Pierre Guardiola         | Administrateur civil                                                       | Nommé sous-préfet d'Antony                                                    |
| 20 avril 2012     | 4 mars 2016      | Emmanuel Bordeau              | Commissaire divisionnaire de la police nationale                           | Redevient commissaire divisionnaire de la police nationale                    |
| 13 novembre 2018  | En cours         | Michel Bergue                 | Administrateur général                                                     |                                                                               |

## Démographie
En 2022, l'arrondissement comptait 350 369 habitants.
| 1968    | 1975    | 1982    | 1990    | 1999    | 2006    | 2011    | 2016    | 2021    |
| ------- | ------- | ------- | ------- | ------- | ------- | ------- | ------- | ------- |
| 214 992 | 229 296 | 245 628 | 254 322 | 267 796 | 297 025 | 311 657 | 327 907 | 345 185 |

| 2022    | - | - | - | - | - | - | - | - |
| ------- | - | - | - | - | - | - | - | - |
| 350 369 | - | - | - | - | - | - | - | - |